# حسن بن علي بن محمد بن عائض
الأمير حسن بن علي بن محمد بن عائض بن مرعي اليزيدي المغيدي العسيري آخر أمراء أسرة آل عائض في منطقة عسير، تولى الإمارة بعد عمه الأمير عبدالله بن محمد بن عائض، وأعلن السيد محمد بن علي الإدريسي حركته في مدينة صبيا «أواخر سنة 1326 هـ»، ونما أمره بعد اتفاق مع الطليان. ثم أظهر الدعوة إلى الشرع وتكفير الدولة العثمانية والقيام عليها، ونادى القبائل فجائه الكثير من رؤسائها يبايعونه، وتحالف مع أمير عسير حسن بن علي بن عائض، وحاصر مدينة أبها وابن عائض معه على رأس بني مغيد «سنة 1328 هـ»، ثم تحول عنه ابن عائض إلى الشريف حسن بن علي الذي قدم من مكة ودخل أبها، فجعله الشريف معاوناً لمتصرف أبها.
ولما جلا الترك عن أبها بعد الحرب العالمية الأولى انفرد ابن عائض بالحكم، واتفق مع الإدريسي، ولكن الإتفاق لم يتم، فقاتله الإدريسي في واقعتي باحة ربيعة والبطحاء ولكن الإدريسي هزم واندحر عن عسير. وبينما كان الأمير حسن يتجهز لغزو الإدريسي في تهامة والمخلاف السليماني، إذ بوفد يصل إلى عسير برئاسة عبدالعزيز بن مساعد بن جلوي، فقاتله ابن عائض في معركة حجلا، وظفر ابن مساعد فدخل أبها، واستسلم ابن عائض فاصطحبه ابن مساعد معه إلى الرياض، وأكرمه الملك عبد العزيز بن سعود وأذن له بالعودة إلى بلاده، على أن يتولى أمارتها من قبله. وبعد نحو عامين تمرد ابن عائض وطرد الأمير السعودي ومن معه من أبها «سنة 1340 هـ»، فانتدب الملك عبد العزيز ابنه فيصل -الملك فيما بعد- وأقبل في جيش من «الإخوان» فضرب جيش ابن عائض في خميس مشيط، واستمر زاحفاً إلى أن دخل أبها، وعاد الأمير فيصل إلى الرياض. وحدث بعدها أن استسلم ابن عائض في نهاية الأمر للأمير عبد العزيز بن إبراهيم الموكل من الملك عبد العزيز بإمارة أبها. وأُرسل ابن عائض إلى الرياض فأقام فيها إلى توفاة الله.